# 長谷川雄志
長谷川 雄志（はせがわ ゆうし、1996年12月6日 - ）は、鹿児島県出身のプロサッカー選手。Jリーグ・AC長野パルセイロ所属。登録ポジションはミッドフィールダー（ボランチ）。

## 来歴
鹿児島県出身で、鹿児島城西高（同期に岩元颯オリビエ、上夷克典、中村亮）3年次の2014年には全国高校サッカー選手権大会に出場。高校卒業後は宮崎産業経営大学（同期に北村知也）に進学。3年次の2017年にはデンソーカップの九州選抜メンバーに選出された他、天皇杯本戦出場を果たした。
練習試合で対戦した際に大分トリニータ強化部の目に留まった事がきっかけとなり、2019年に大分に加入。ルヴァン杯3試合の出場を経て、5月12日のJ1第11節・湘南ベルマーレ戦にて先発出場でJリーグデビューを果たした。試合前半は対人戦で遅れを取りファウルを与える場面が続いたが、後半には修正しフル出場でチームの勝利に貢献した。夏場になるとプレー強度の低さを指摘され出場機会が一旦減少したが、8月に加入した小林裕紀のアドバイスもあり意識を改善すると、先発の座に返り咲いた。
2022年、徳島ヴォルティスへ完全移籍。
2024年、SC相模原に期限付き移籍。
2025年、AC長野パルセイロに完全移籍。
J3前半戦終了地点で2アシストの活躍をしている。
ここまで12試合連続スタメン起用されている。

## 所属クラブ
- 川内ゴールFC（日置市立湯田小学校）[要出典]
- 鹿児島育英館中学校
- 2012年 - 2014年 鹿児島城西高等学校
- 2015年 - 2018年 宮崎産業経営大学（経営学部[11]）
- 2019年 - 2021年  大分トリニータ
- 2022年 - 2024年  徳島ヴォルティス
  - 2024年  SC相模原（期限付き移籍）
- 2025年 -  AC長野パルセイロ

## 個人成績
| 国内大会個人成績 | 国内大会個人成績 | 国内大会個人成績 | 国内大会個人成績 | 国内大会個人成績 | 国内大会個人成績 | 国内大会個人成績 | 国内大会個人成績 | 国内大会個人成績 | 国内大会個人成績 | 国内大会個人成績 | 国内大会個人成績 |
| 年度             | クラブ           | 背番号           | リーグ           | リーグ戦         | リーグ戦         | リーグ杯         | リーグ杯         | オープン杯       | オープン杯       | 期間通算         | 期間通算         |
| 年度             | クラブ           | 背番号           | リーグ           | 出場             | 得点             | 出場             | 得点             | 出場             | 得点             | 出場             | 得点             |
| 日本             | 日本             | 日本             | 日本             | リーグ戦         | リーグ戦         | リーグ杯         | リーグ杯         | 天皇杯           | 天皇杯           | 期間通算         | 期間通算         |
| ---------------- | ---------------- | ---------------- | ---------------- | ---------------- | ---------------- | ---------------- | ---------------- | ---------------- | ---------------- | ---------------- | ---------------- |
| 2017             | 宮崎産経大       | 6                | -                | -                | -                | -                | -                | 2                | 0                | 2                | 0                |
| 2019             | 大分             | 40               | J1               | 19               | 0                | 4                | 0                | 2                | 0                | 25               | 0                |
| 2020             | 大分             | 40               | J1               | 27               | 0                | 2                | 0                | -                | -                | 29               | 0                |
| 2021             | 大分             | 40               | J1               | 15               | 0                | 5                | 0                | 2                | 1                | 22               | 1                |
| 2022             | 徳島             | 19               | J2               | 19               | 0                | 6                | 0                | 1                | 0                | 26               | 0                |
| 2023             | 徳島             | 13               | J2               | 12               | 0                | -                | -                | 2                | 0                | 14               | 0                |
| 2024             | 相模原           | 40               | J3               | 21               | 0                | 1                | 0                | 0                | 0                | 22               | 0                |
| 2025             | 長野             | 5                | J3               |                  |                  |                  |                  |                  |                  |                  |                  |
| 通算             | 日本             | 日本             | J1               | 61               | 0                | 11               | 0                | 4                | 1                | 76               | 1                |
| 通算             | 日本             | 日本             | J2               | 31               | 0                | 6                | 0                | 3                | 0                | 40               | 0                |
| 通算             | 日本             | 日本             | J3               | 21               | 0                | 1                | 0                | 0                | 0                | 22               | 0                |
| 通算             | 日本             | 日本             | 他               | -                | -                | -                | -                | 2                | 0                | 2                | 0                |
| 総通算           | 総通算           | 総通算           | 総通算           | 113              | 0                | 18               | 0                | 9                | 1                | 140              | 1                |

- プロ公式戦初出場 - 2019年3月6日 YLC グループステージ第1節 セレッソ大阪戦（昭和電ド）
- Jリーグ初出場 - 2019年5月12日 J1第11節 湘南ベルマーレ戦（BMWス）

## タイトル

### クラブ
宮崎産業経営大学
- 宮日旗・NHK杯宮崎県サッカー選手権大会（天皇杯宮崎予選）：1回（2017年）

## 代表・選抜歴
- 九州選抜
  - デンソーカップチャレンジ（2017年）